# Viborg (općina)
Viborg je općina u danskoj regiji Središnji Jutland.

## Zemljopis
Općina se nalazi u središnjem dijelu poluotoka Jutlanda, prositire se na 1474,05 km2.

## Stanovništvo
Prema podacima o broju stanovnika iz 2010. godine općina je imala 93.310 stanovnika, dok je prosječna gustoća naseljenosti 63,3 stan/km2. Središte općine je grad Viborg.

### Veća naselja
| Veća naselja u općini |             |                    |
| Br.                   | Naselje     | Stanovnika (2010.) |
| 1.                    | Viborg      | 35.656             |
| 2.                    | Bjerringbro | 7.542              |
| 3.                    | Stoholm     | 2.492              |
| 4.                    | Karup       | 2.230              |
| 5.                    | Frederiks   | 1.844              |
| 6.                    | Skals       | 1.830              |
| 7.                    | Løgstrup    | 1.763              |
| 8.                    | Rødkærsbro  | 1.605              |
| 9.                    | Ørum        | 1.355              |
| 10.                   | Møldrup     | 1.315              |

## Vanjske poveznice
- Službena stranica općine